# TRFシリーズ
TRFシリーズは、タミヤ製品のエボリューションモデルである。
1. タミヤのワークスチームにより、IFMAR（英語版）世界選手権でのタイトル獲得を目的として開発されたハイエンドラジオコントロールモデルの総称。試作車を除き、限定商品扱いで一般に流通しており入手は容易である。
2. ミニ四駆において、エボリューションモデルとしてラインアップされている製品。

## TRFとは
「TRF：タミヤレーシングファクトリー（Tamiya Racing Factory）」は、R/Cモデルによるレース活動を通じて品質世界一を目指す、ファクトリーレーシングチーム。「アバンテ」のテストチームとして発足した。
世界各国のレースや開発現場で実戦的なデータやノウハウを蓄積し、それを新たなレース用マシンの開発や入門者向けのマシン開発にフィードバックさせることで、タミヤのR/C製品全体の品質向上を図っている。

## TRFシリーズ(RCカー)

### TRF414系
TRF404X
一般販売をにらんだハイエンドツーリングカーとして設計されたプロトタイプモデル。2ベルト4WDを採用。バッテリーは左右3セルずつの振り分け搭載をし、モーターは極力車体中心線上に搭載。左右重量バランスに意を払ったレイアウトとなっている。
TRF414X
404Xをベースに、アメリカを中心に限定150台生産された先行販売モデル。以降のモデルとは主に足回りの仕様が異なる。
TRF414
414Xの成果をフィードバックし、販売された一般販売向けモデル。足回りの素材・形状を改良。
Mカスタムパック
小改良モデルである414Mと同仕様にコンバートするパーツセット。購入者を対象に販売された。414Mとでは微妙な仕様の違いがある。

TRF414M
サスアライメント、車体重心設定の見直し、現在まで続いているボール＆ブロック保持サスマウントなどの細かい改良を進めたマイナーチェンジモデル。旧モデルと較べて低価格化も実現。
優勝記念シャーシキット（輸出モデル名 TRF414M-II）
数々の海外ビッグレースを制したメモリアルモデルとして発売。アルミパーツがブルーアルマイト仕上げとされ、ロゴ入り工具、プロトフォーム製ボディを同梱。車体の仕様は同年の山々杯を制したTRFワークスの前住諭車がベースとされている。
ワールドチャンピオンレプリカ
2002年IFMAR世界選手権優勝を受け、アルミパーツの軽量化や新型オプションパーツを導入したファインチューンモデル。世界選手権を制したTRFワークスのスリカーン・チャイダスリア車をベースとしており、サスマウントをかさ上げしてロールセンターを上げた基本セットが特徴。

### TRF415系
TRF415
テックレーシングとの共同開発によるシャーシ。同社MY-02の設計に多大な影響を受けている。主にハイグリップ化したタイヤ事情に合わせ、構成部品を低位置に搭載する低重心化により、ロールモーメントの低減に意を払っている。
TRF415MS
新型サスアーム（軽量リバーシブルサス）採用による軽量化を進め、併せてシャーシの剛性バランスを見直したマイナーチェンジモデル。
ワールドチャンピオンパーツセット
2004年12月に登場。2004年のIFMAR世界選手権を制したTRFワークス、マーク・ライナート車と同仕様とするパーツセット。取り付け幅を狭めたサスマウント、トー角を0度としたアルミ製リアナックル、ダイレクトセンタープーリーなど、敏捷性を重視した基本セットとなっている。
MSアップグレードセット
後述の415MSXへとコンバートするアップグレードパーツセット。

TRF415MSX
主に低重心化・整備性の向上を狙って、前後バルクヘッドの2ピース化、アッパーデッキ形状の変更、それに伴うサブフレームの廃止など全くの別物と言っていいレベルで改設計されたモデル。
マーク・ライナート・エディション
アメリカ・リーディーレースを筆頭に、海外ビッグレースで勝利を重ねたTRFワークスドライバー、マーク･ライナートの名を冠した改良モデル。TBエボリューション5より導入された低姿勢のステアリングワイパー、デフボールの数を増やしピッチを広げた新型デフプーリー、プロトフォーム製ボディを同梱。

TRF415MSXX
「415MSXマーク・ライナート・エディション」をベースに、小改良を進めたマイナーチェンジモデル。
マーク・ライナート・エディション2007
2007年アメリカ・リーディーレースを制した記念モデルとして販売。改良モデルと言うよりは、海外ビッグレースレプリカとしての性格が強くフロントのデフはダイレクト接続となっており、シャーシはしなりを重視したデザインとなっている

### TRF416系
TRF416
2007年12月発売。車体設計は従来の路線を継承しつつ、海外ビッグレースにおけるコントロールタイヤの導入によりメカニカルグリップを稼ぐべく、シャーシに柔軟性を持たせ、剛性分布を均等化した構成となっている。また、従来の軽量リバーシブルサスの欠陥とされていた耐久性を改良した新しい足回りも導入。
ワールドエディション
2008年12月発売。

TRF416X
2009年12月発売。
TRF416Xアップグレードセット
2010年7月発売。

### TRF417系
TRF417
2010年12月発売。角形バッテリー・ブラシレスモーター・コントロールタイヤという近年多いレギュレーションに対応し、新設計のシャーシレイアウト、モーターマウント、2次減速比、ステアリングリンケージ、大容量タイプのボールデフを装備。
ギヤデフユニットII付
2011年6月発売。自社設計となるギヤデフユニットをセット。封入するオイルの番手によるデフの効きを調整調整可能とする。テクニカルコースでの運動性能を高める事を狙ったモデル。
TRF417V5
2012年12月発売。「TRF417｣のプレミアムモデル。

TRF417X
2011年12月発売。ロワデッキ・アッパーデッキの形状変更によりトラクション向上を図った新モデル。前後ダンパーステーは3.5mm厚となりダンパー取付穴も連結式に変更された。他にもモーターマウントの形状変更・バッテリーマウントの金属化・キングピンのショート化と変更点は多岐に及ぶ。
Reedy Race 優勝記念シャーシキット
2012年7月発売。フロント用ギヤデフがさらに追加され、特別仕様のステッカーも付属する。限定200台のみの販売。

### TRF418系
TRF418
2013年12月発売。2014年のIFMAR世界選手権制覇を目指したシャーシキット。主要部品は新設計され、前後バルクヘッドやモーターマウントには超々ジュラルミンのA7075を使用。足回りのサスアームやアップライトも新しくデザインされた。足回りは後に TA06-R や TB-04 PRO II 、TB EVO.6 などに採用された。

### TRF419系
TRF419
2014年12月発売。駆動系を新設計し、その効率を高めるためにシャーシバランスが再構築された。主要パーツも一新され、L字型のセパレートサスマウントが登場した。モーター固定方法も下側2箇所での固定が採用された。
TRF419X
2016年6月発売。カーボン製のダブルデッキをはじめ、前後バルクヘッド、モーターマウントなどの素材や形状に見直しが入った。ダンパーは新開発のスーパーショートタイプのビッグボアダンパー。サスマウントのロー＆ワイド化も行われている。
TRF419X WS（ワールドスペック）
2017年4月発売。路面状況に応じて使い分けられるよう、2.0mm厚のアルミロワデッキと1.75mm厚のカーボンアッパーデッキが追加でセットされた。

TRF419XR
2017年12月発売。TRF419Xの改良型。スタビライザーバーがボールベアリング支持となった。クーリングファンマウントも標準装備となった。ターンバックルでのシャーシのピッチング調整機能も追加された。ダンパーは「TRF-SSBB」を標準装備とするが、「TRFダンパー」にも対応できるよう、ダンパーステーが二種類同梱されている。

### オフロードモデル
TRF211X
プロトタイプ2WDハイエンドバギー。アメリカで100から200台程度販売されたと言う。RR式レイアウト、多板式スリッパークラッチなどの車体構成にはその後、211Xをベースとして販売された量産車「ダイナストーム」と大きな相違点はないが、ロアデッキの頂点を結ぶように張り巡らせた細身のアッパーデッキが特徴的である。
TRF406X
2005年JMRCAオフロード全日本選手権に投入されたプロトタイプモデル。モーターをリアオーバーハングに搭載したシャフトドライブ4WD・バッテリー縦置きレイアウトを採用。シャーシフレームは樹脂製で、専用のボディも用意されなかったことから、競技用としてではなくデータ取りの為に造られた色合いが強い。レイアウトなどの共通性から、このあと半年を経ずに発表されたDF-03シャーシのプロトタイプとも言われている。
TRF411X
データ収集用として、211Xのパーツを多数流用して製作されたプロトタイプ4WDハイエンドバギー。ベルトドライブ駆動であり、211X同様の多板式スリッパークラッチを持つ。特筆すべき特徴はない車体だが、この車体を造り上げているパーツは、その後様々に転用がなされている。
TRF501X
アバンテ以来の販売となった4WDハイエンドバギー。ベルトドライブを採用。旧来とは一線を画し、目新しいアイデアよりも流行を追った堅実な車体となっている。
ワールドエディション
実戦データを踏まえ、主に強度を増す方向にファインチューンを施したモデル。

TRF511
2009年3月発売。TRF501Xをベースにほとんど全てのパーツを新規開発した2ベルト4WDのピュアレーシングバギー。重量バランスの最適化、整備性の向上などが行われている。
TRF201
2010年6月発売。上記TRF211X以来となる2WDハイエンドバギーであるが、今回は製品として発売。タミヤ製品としては3/32インチのデフボールを使用したボールデフを初めて採用した。また、基本構造はほぼそのままに、材質変更およびデチューンを施し、新規ボディを添付した廉価版シャーシ「DN-01」（第1弾「ザハーク」）が2010年12月に発売。
TRF502X
2010年11月発売。上記TRF406X以来のシャフトドライブモデルであり、製品として発売されているTRFシリーズとしても唯一のシャフトドライブモデルでもある。
TRF503
2014年3月発売。TRF511をベースにほとんど全てのパーツを新設計した2ベルトドライブ4WDバギー。アルミロワデッキを採用し、サーボマウントは2mm厚カーボンプレートによる片持ち式となっている。
TRF201XMW
2014年5月発売。TRF201をベースとした2WDハイエンドバギー。フロントエンドのみ流用し、MR式レイアウトに改めた改良型。
TRF211XM
2015年6月発売。TRF201XMWとした2WDハイエンドバギー。上記TRF211Xとは、関連がない。ロワデッキが、3mm厚アルミからバスタブ形樹脂製に変更され、条件付きながらストレートパックの使用も可能。

### フォーミュラカー
TRF101
2013年6月発売。タミヤレーシングファクトリーからカーボンパーツを多用したフォーミュラシャーシが登場。リヤサスペンションはピボットボールリンク式。ボディやウイングはF104シャーシ用が使用可能。
TRF101W
2014年7月発売。TRF101をただワイドトレッド仕様にしただけではなく、各部に細かい調整が施されている。
TRF102
2015年7月発売。リヤサスペンションをロールポイントボールとピッチングシャフトを使ったTバー式に変更。ロールとピッチをそれぞれ独立してセッティング可能。走行用バッテリーはアッパーデッキに固定しフローティングマウントとなり、シャーシのしなりを積極的に使える設計となっている。Tバーが折れやすいためクラッシュに注意。

## TRFシリーズ一覧
| ITEM No. | モデルナンバー                                                  | 登場年月   | 備考                 |
| -------- | --------------------------------------------------------------- | ---------- | -------------------- |
| 42252    | TRF101                                                          | 2013年6月  |                      |
| 42279    | TRF101W                                                         | 2014年7月  |                      |
| 42289    | TRF102                                                          | 2015年7月  |                      |
| 42167    | TRF201                                                          | 2010年6月  |                      |
| 42203    | TRF201 シャーシキット（アップグレードパック・TRF201ボディ付）   | 2011年8月  |                      |
| 42204    | TRF201 シャーシキット（アップグレードパック・ザハークボディ付） | 2011年7月  |                      |
| 42277    | TRF201XMW                                                       | 2014年5月  |                      |
|          | TRF211X                                                         | 1992年     | 輸出、量産試作車     |
| 42288    | TRF211XM                                                        | 2015年6月  |                      |
|          | TRF404X                                                         | 1998年     | 試作車               |
|          | TRF411X                                                         | 1992年     | 試作車               |
| 93013    | TRF414X                                                         | 1999年7月  | 輸出、先行量産車     |
| 49132    | TRF414                                                          | 2000年3月  |                      |
| 49173    | TRF414M カスタムパック                                          | 2000年12月 | アップグレードパーツ |
| 49175    | TRF414M                                                         | 2001年3月  |                      |
| 49219    | TRF414M-II                                                      | 2002年3月  | 輸出                 |
| 49220    | TRF414M 優勝記念シャーシキット                                  | 2002年3月  | 49219と同内容        |
| 49255    | TRF414M ワールドチャンピオンレプリカ                            | 2002年7月  |                      |
| 58320    | TRF415                                                          | 2004年2月  |                      |
| 49349    | TRF415MS                                                        | 2004年11月 |                      |
| 49378    | TRF415MS アップグレードセット                                   | 2005年9月  | アップグレードパーツ |
| 49381    | TRF415MSX                                                       | 2005年12月 |                      |
| 49394    | TRF415MSX マーク・ライナート・エディション                      | 2006年7月  |                      |
| 49419    | TRF415MSXX                                                      | 2007年2月  |                      |
| 42104    | TRF415MSXX マーク・ライナート・エディション2007                 | 2007年10月 |                      |
| 42106    | TRF416                                                          | 2007年12月 |                      |
| 42138    | TRF416 ワールドエディション                                     | 2008年12月 |                      |
| 42162    | TRF416X                                                         | 2009年12月 |                      |
| 42181    | TRF416X アップグレードセット （ワンウェイ付）                   | 2010年7月  | アップグレードパーツ |
| 42182    | TRF416X アップグレードセット                                    | 2010年7月  | アップグレードパーツ |
| 42184    | TRF417                                                          | 2010年12月 |                      |
| 42200    | TRF417（ギヤデフユニットII付）                                  | 2011年6月  |                      |
| 42205    | TRF417X                                                         | 2011年12月 |                      |
| 42235    | TRF417X Reedy Race 優勝記念シャーシキット                       | 2012年7月  | 200台限定            |
| 42240    | TRF417V5 プレミアムパッケージ                                   | 2012年12月 |                      |
| 42270    | TRF418                                                          | 2013年12月 |                      |
| 42285    | TRF419                                                          | 2014年12月 |                      |
| 42301    | TRF419X                                                         | 2016年6月  |                      |
| 42311    | TRF419X WS                                                      | 2017年4月  |                      |
| 42316    | TRF419XR                                                        | 2017年12月 |                      |
| 49401    | TRF501X                                                         | 2006年12月 |                      |
| 42105    | TRF501X ワールドエディション                                    | 2007年11月 |                      |
| 42183    | TRF502X                                                         | 2010年11月 |                      |
| 42275    | TRF503                                                          | 2014年3月  |                      |
| 42139    | TRF511                                                          | 2009年3月  |                      |

## TRFシリーズ(ミニ四駆)
TRFシリーズのミニ四駆第1号はフルカウルミニ四駆No.17 サイクロンマグナムTRFである。
既存車種をベースとしたTRFシリーズ車には
- 肉抜き軽量化(全車)
- ルーフダクトのスムージング(サイクロンマグナム)
- フロントフェンダー小型化(サイクロンマグナム、ビートマグナム)
- リアスポイラー変更(サイクロンマグナム、ビートマグナムは大型化。マックスブレイカーは小型化。)
- フロントローラー大径化(サイクロンマグナム)
- タイヤ大径化およびそれに伴うギア比のローギア化(マックスブレイカー)

と言った変更が加えられている。

### 車種
- Item No:19417 フルカウルミニ四駆シリーズ No.17 サイクロンマグナム TRF
- Item No:19425 フルカウルミニ四駆シリーズ No.25 ビートマグナム TRF
- Item No:19611 エアロミニ四駆シリーズ No.11 マックスブレイカー TRF
  - (参考)マックスブレイカー CX09ブラックスペシャル - MB-TRFをベースにカーボン強化シャーシ/ホイールを装備したモデル。
  - (参考)マックスブレイカー XX-13バイオレットスペシャル - MB-TRFをベースにホイールのディッシュ化、スーパーXX化などの変更を加えたモデル
- Item No:18613 ミニ四駆PROシリーズ No.13 TRFワークスJr. - 既存車種のエボリューションモデルではない初のモデル。
  - Item No:95550ミニ四駆特別企画 TRFワークスJr.ブラックスペシャル - 限定モデル